# Trollhuvudtjärnarna (Åsele socken, Lappland, 709719-160025)
Trollhuvudtjärnarna är en sjö i Åsele kommun i Lappland och ingår i Ångermanälvens huvudavrinningsområde.